# Webbproducent
Webbproducent är en yrkestitel för en person som ansvarar för den innehållsmässiga grundstrukturen på en webbplats, samt grafisk struktur och grafisk profil.
Webbproducentens arbetsuppgift kan kombineras med både webbredaktörens och den webbansvariges arbetsuppgifter. Uppdraget och innehållet för webbproducenten fastställs oftast av företagets webbstrateg.